# Bob Knight (Politiker)
Robert G. „Bob“ Knight (* 31. Juli 1941) ist ein US-amerikanischer Geschäftsmann und Lokalpolitiker in Kansas. Zwischen 1980 und 2003 war er mehrmals Bürgermeister von Wichita.
Bob Knight wuchs in Kansas als mittleres von drei Kindern einer Arbeiterfamilie auf. Nach Abschluss der Highschool trat er 1959 dem Marine Corps bei. Nach seinem Militärdienst studierte Knight an der Wichita State University, wo er 1970 einen Abschluss in Politikwissenschaften erreichte. Ab den 1970ern arbeitete er als Unternehmensberater und Investor.
Die politische Laufbahn Knights begann 1979 mit der Wahl in den Stadtrat von Wichita. In den 1980ern war er dreimal dessen Vorsitzender und damit dreimal für je ein Jahr Bürgermeister Wichitas. 1986 bewarb sich Bob Knight als Republikaner im 4. Wahlbezirk von Kansas um einen Sitz im Repräsentantenhaus der Vereinigten Staaten, unterlag jedoch dem demokratischen Amtsinhaber Dan Glickman deutlich mit 35:64 Prozent der Stimmen. Nach einer Änderung der Gemeindesatzung Wichitas wurde der Bürgermeister 1989 erstmals seit Jahrzehnten wieder direkt von den Einwohnern gewählt, Bob Knight gewann diese Wahl sowie die Wiederwahl zwei Jahre später. Seine zweite Amtszeit beendete Knight jedoch nicht, da er zum Staatssekretär für Wirtschaft und Wohnbau von Kansas berufen wurde. Sein Nachfolger als Bürgermeister wurde Frank M. Olije.
1995 kehrte Bob Knight nach Wichita zurück und bewarb sich abermals um das Bürgermeisteramt. Er gewann die Wahl gegen Amtsinhaberin Elma Broadfoot knapp mit nur 800 Stimmen Vorsprung. Die Wiederwahl im Jahr 1999 – die Wahlperiode war auf vier Jahre verlängert worden – entschied Knight deutlicher für sich. Als 2003 seine bisher letzte Amtszeit endete, war Knight der am längsten amtierende Bürgermeister in der 130-jährigen Geschichte Wichitas.
Im Jahr 2002 wollte Bob Knight für das Amt des Gouverneurs von Kansas kandidieren, scheiterte jedoch in der republikanischen Primary, in der er den dritten Platz belegte. Privat war er danach in der Glücksspielbranche tätig und an der Ansiedlung eines Spielcasinos in Wichita beteiligt. Im August 2013 gab Knight bekannt, sich 2015 möglicherweise noch einmal einer Bürgermeisterwahl zu stellen.